# 교통투자평가협회
교통투자평가협회(交通投資評價協會, Transprotation Investment Evaluation Association)는 교통투자평가 관련 업무의 건전한 발전을 도모하기 위하여 설립된 법정법인이다. 서울특별시 강남구 테헤란로7길 22 한국과학기술회관 본관 406호에 위치하고 있다.

## 설립 근거
- 국가통합교통체계효율화법[2]

## 연혁
- 2009년 12월 8일 창립총회
- 2010년 1월 11일 법인설립 인가(국토해양부 장관)
- 2010년 1월 13일 법인설립 등기. 초대 김일중 회장 취임
- 2010년 4월 26일 타당성평가 대행자 등록업무 개시

## 주요 업무
- 교통투자평가에 관한 조사·연구
- 교통투자평가제도의 인식 향상을 위한 홍보
- 평가대행자의 복리 증진 및 권익 옹호
- 교통투자평가 업무를 효율적으로 추진하기 위하여 국토교통부장관이 위탁하는 사업
- 그 밖에 정관으로 정하는 사업

## 조직

### 총회
- 고문
- 이사회
- 감사
- 위원회

## 같이 보기
- 한국지능형교통체계협회